# جشنواره بین‌المللی فیلم فانتزی بوچئون
جشنوارهٔ بین‌المللی فیلم فانتزی بوچئون (کره‌ای: 부천국제판타스틱영화제) که PiFan نیز نامیده می‌شود، جشنوارهٔ فیلم بین‌المللی است که هر ساله در ماه ژوئیه در شهر بوچئون کره جنوبی برگزار می‌شود. این جشنواره در سال ۱۹۹۷ میلادی افتتاح شده‌است و بر فیلم‌های بین‌المللی فانتزی، ترسناک، هیجان‌انگیز و رازآلود با تکیه بر سینمای کره جنوبی و سینمای آسیا تمرکز دارد. اکثر فیلم‌ها از سینمای شرق آسیا و سینمای جنوب شرق آسیا به این جشنواره وارد می‌شوند.
در یازدهمین دوهرد جشنوارهٔ بین‌المللی فیلم فانتزی بوچئون که از ۱۲ تا ۲۱ ژوئیه ۲۰۰۷ برگزار شد، ۲۲۵ فیلم بلند از ۳۳ کشور جهان در جشنواره شرکت کردند.

## برنامه
برنامهٔ این جشنواره متشکل از هشت بخش زیر است:
- انتخاب بوچئون
- سینمای فانتزی جهان
- فیلم‌های کوتاه فانتزی
- منطقهٔ ممنوعه
- خانواده فانتزی
- پویانمایی فانتزی
- برنامه‌های ویژه
- مرور

## جوایز
این جشنواره به‌جز بخش رقابتی «انتخاب بوچئون» که به «بهترین فیلم بوچئون» جایزهٔ «کِبی طلایی» تعلق می‌گیرد، جشنواره‌ای غیر رقابتی محسوب می‌شود.